# Briganti (televizijska serija)
Briganti je talijanska televizijska serija, koja je premijerno objavljena 23. travnja 2024. na streaming platformi Netflix

## Radnja
1862., južna Italija. Filomena, seljačkog podrijetla, udana je za posesivnog i nasilnog bogataša. Pobunivši se protiv svoje sudbine, prisiljena je skloniti se u šumu naseljenu opasnim brigantima, ali ne prije nego što je preuzela kartu za nedostižno zlato crvenih košulja. Tamo ju je zarobila Monacova banda, baš kao što joj je na tragu odvažni i tajanstveni lovac na ucjene, Sparviero. U južnoj Italiji osiromašenoj i iskorištenoj od strane pijemontske okupacije, sudbine Filomene i Sparviera okupit će se u epskom lovu na mitsko blago, u kojem će se razbojnici boriti protiv novoosnovane Kraljevine Italije, ali i briganti protiv briganta.

## Glumačka postava
- Michela De Rossi kao Filomena De Marco, udana Degli Orti,buržujka Clementeova supruga, Ninotova sestra
- Ivana Lotito kao Ciccilla
- Matilda Lutz kao Michelina De Cesare
- Orlando Cinque kao Pietro
- Marlon Joubert kao Schiavone
- Giuseppe Lo Piccolo kao Salvatore
- Pietro Micci kao Fumel
- Nando Paone kao Ventre
- Federico Ielapi kao Jurillo
- Josafat Vagni kao Manzo
- Gianmarco Vettori kao Marchetta
- Lorenzo De Moor kao Muto
- Leon De La Vallee kao Celestino
- Ernesto D'Argenio kao Cosimo Giordano
- Alessio Praticò kao Don Orlando
- Giulio Beranek kao Francesco Guerra
- Simone Borrelli kao Alessandro Pace
- Adriano Chiaramida kao Antonio Monaco
- Alida Baldari Calabria kao Lissandra
- Astrid Casali kao Maria
- Giampiero De Concilio kao Luigi
- Salvatore Striano kao Gennaro Giordano
- Simone Corbisiero kao Nino De Marco, Filomenin brat
- Gianni Vastarella kao Don Clemente Degli Orti, Filomenin suprug

## Produkcija
U rujnu 2021. godine Netflix je objavio da je serija u razvoju, zajedno s još četiri talijanske produkcije za platformu. Snimanje se odvijalo u Apuliji, posebno u Lecce, Melpignanu, Altamuri i Nardòu.

## Vanjske poveznice
- Briganti u internetskoj bazi filmova IMDb-a